# Top Gear Rally
Top Gear Rally é um jogo para o console Nintendo 64, produzido pela empresa japonesa Kemco. Trata-se da continuação da série Top Gear, que popularizou-se no SNES, ganhando nesta versão melhores gráficos, totalmente tridimensionais, além de uma grande variedade de carros. A trilha sonora da versão para N64, composta de músicas eletrônicas, foi composta por Barry Leitch.

## Jogabilidade
Top Gear Rally é baseado em competições de Rally, como sugere o título, daí a diferença entre a série original do SNES, em que as competições ocorriam em ambiente metropolitano e auto-estradas.
Apesar do título, o jogo ainda mantém uma estrutura de jogo arcade, e não uma perfeita simulação de uma prova de rally. Existem algumas opções de personalização do carro antes de cada corrida, podendo modificar em três níveis a sensibilidade da direção, aderência dos pneus e firmeza da suspensão. Os ambientes das pistas variam de uma praia até uma mina.
A física do jogo permite que o carro seja amassado conforme bate, mas o jogo tem um detalhe peculiar: quando o jogador faz a curva "raspando" na parede ou no guard-rail, o atrito não desacelera o carro, o que permite ao jogador fazer curvas sem reduzir a velocidade preocupado com uma colisão.

## Recepção
A versão do Game Boy Advance recebeu "revisões geralmente favoráveis" de acordo com o site agregador de críticas Metacritic. No Japão, a Famitsu deu uma pontuação de um sete, dois oitos e um sete para um total de 30 de 40.
Next Generation analisou a versão para Nintendo 64 do jogo, classificando-a com quatro estrelas de cinco.